# Niko Košir
Niko Košir, slovenski pisatelj, esejist, prevajalec in literarni zgodovinar, * 29. november 1919, Poljšica pri Gorjah, † 4. december 2000, Poljšica pri Gorjah.

## Življenjepis
Košir je leta 1943 na ljubljanski filozofski fakulteti diplomiral iz romanistike. Kmalu po diplomi je bil interniran v Gonarsu. Po italijanski kapitulaciji je odšel v partizane. Po koncu vojne je bil od leta 1945 do 1952 zunanjepolitični urednik pri časopisu Slovenski poročevalec, od 1952 do 1955 je poučeval na gimnaziji v Stični ter od 1955 do 1975 predaval italijansko književnost na Filozofski fakulteti v Ljubljani.
Košir je eden prvih prevajalcev španske književnosti na Slovenskem. Med drugimi je prevajal Miguela de Cervantesa, Miguela de Unamuna, Joséja Ortego y Gasset, Juana Ramona Jiméneza in druge. Za prevajalsko delo je prejel dve nagradi: leta 1973 Sovretovo nagrado za prevod Don Kihota in 1988 nagrado Prešernovega sklada za prevod španskega junaškega epa Pesem o Cidu.

## Literarno delo
Košir je pisal eseje italijanskih književnikih, ter o španski, katalonski in okcitanski književnosti. Napisal in izdal je monografijo France Prešeren (1977) in več leposlovnih del v katerih nadaljuje tradicijo psihološkega realizma: Temne lise (1978), Odsvitanja (1983), Mojih šeststo šestnajst partizanskih dni (1988), Srečanja s sodobniki (1989).